# PAQR9
PAQR9‏ (Progestin and adipoQ receptor family member 9) هوَ بروتين يُشَفر بواسطة جين PAQR9 في الإنسان.